# Hříšný tanec
Hříšný tanec (v anglickém originále Dirty Dancing) je americký romanticko-hudební film z roku 1987. Režie se ujal Emile Ardolino a scénáře Eleanor Bergstein. Ve snímku hrají hlavní role Patrick Swayze a Jennifer Grey. Snímek měl premiéru 21. srpna 1987. Hlavní singl „(I've Had) The Time of My Life“ získal cenu Grammy a Oscara v kategoriích nejlepší původní skladba. V roce 2004 měl premiéru prequel Hříšný tanec 2. 24. března 2017 se vysílal na americké stanici ABC remake filmu Dirty Dancing.

## Děj
Děj tohoto filmu začíná příjezdem sedmnáctileté Frances (Jennifer Grey) s její sestrou Lisou a rodiči do horského hotelu. Frances všichni říkají Baby a ona proti tomu nic nenamítá. Věnuje se zde různým zábavným aktivitám. Jednou pomůže pracovníkovi hotelu nést melouny a uvidí úplně jiný druh tance, než na jaký je zvyklá. Je to tzv. dirty dancing (ve skutečnosti mambo). Doslova prožije šok. Zde poprvé mluví s tanečním instruktorem Johnnym (Patrick Swayze). Večer je zábava, kde má s hosty tančit tento tanečník a jeho taneční partnerka Penny. Ta se ovšem na parketě neobjeví. Pláče v kuchyni, protože je těhotná. Objeví ji zde Frances a jde za Johnnym. Penny se bojí, že přijde ona i Johny o práci. Frances si půjčí peníze od tatínka a zaplatí Penny potrat. Jenže v době, kdy má být potrat vykonán, má vystoupení Penny s Johnnym v jiném hotelu. Frances nabídne, že bude tančit za ni. Začíná s Johnnym trénovat. Ze začátku mají rozpory, ale postupně se do sebe zamilují. Prožijí letní lásku a z Frances se stane žena.

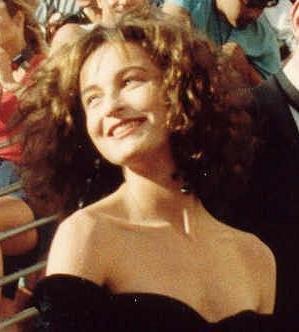
Jennifer Grey

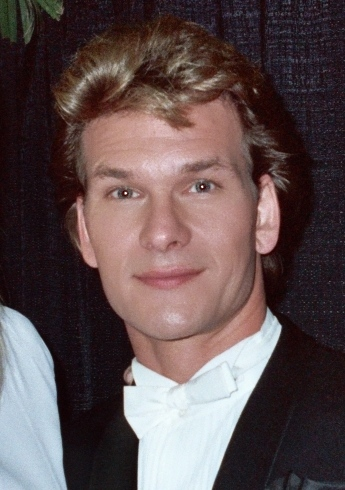
Patrick Swayze

## Obsazení
| Jennifer Grey    | Frances „Baby“ Housemanová |
| Patrick Swayze   | Johnny Castle              |
| Cynthia Rhodes   | Penny Johnsonová           |
| Jerry Orbach     | doktor Jake Houseman       |
| Kelly Bishop     | Marjorie Housemanová       |
| Jane Brucker     | Lisa Housemanová           |
| Jack Weston      | Max Kellerman              |
| Max Cantor       | Robbie Gould               |
| Lonny Price      | Neil Kellerman             |
| Charles Coles    | Tito Suarez                |
| Neal Jones       | Billy Kostecki             |
| Miranda Garrison | Vivian Pressmanová         |
| Garry Goodrow    | Moe Pressman               |
| Wayne Knight     | Stan                       |

## Soundtrack
- „Be My Baby“ – The Ronettes
- „Big Girls Don't Cry“ – Frankie Valli a The Four Seasons
- „Where Are You Tonight?“ – Tom Johnston
- „Do You Love Me“ – The Contours
- „Love Man“ – Otis Redding "Stay" – Maurice Williams and the Zodiacs
- „Hungry Eyes“ – Eric Carmen
- „Overload“ – Zappacosta
- „Hey! Baby“ – Bruce Channel
- „De Todo Un Poco“ – Melon
- „Some Kind of Wonderful“ – The Drifters
- „These Arms Of Mine“ – Otis Redding
- „Cry to Me“ – Solomon Burke
- „Will You Love Me Tomorrow“ – The Shirelles
- „Love Is Strange“ – Mickey & Sylvia
- „You Don't Own Me“ – The Blow Monkeys
- „Yes“ – Merry Clayton
- „In the Still of the Night“ – The Five Satins
- „She's Like the Wind“ – Patrick Swayze
- „(I've Had) The Time of My Life“ – Bill Medley a Jennifer Warnes

## Přijetí

### Recenze
Film získal pozitivní recenze od kritiků. Na recenzní stránce Rotten Tomatoes získal z 57 započtených recenzí 72 % s průměrným ratingem 6,1 bodu z deseti. Na Česko-Slovenské filmové databázi snímek získal 76 %.

### Ocenění
Skladba „(I've Had) The Time of My Life“ získal Oscara, Zlatý glóbus a cenu Grammy v kategoriích nejlepší původní skladba. Snímek byl nominovaný na Zlatý glóbus v kategoriích nejlepší film (komedie/muzikál), Patrick Swayze v kategorii nejlepší herec (komedie/muzikál) a Jennifer Grey v kategorii nejlepší herečka (komedie/muzikál).

## Další filmy
V roce 2004 byl vydán prequel filmu Hříšný tanec 2. 24. května 2017 byl vysílán stanicí ABC televizní remake Dirty Dancing, ve kterém si zahráli Abigail Breslinová, Colt Prattes, Debra Messingová, Sarah Hyland, Nicole Scherzinger, Billy Dee Williams a Shane Harper.